# Staurogyne hypoleuca
Staurogyne hypoleuca är en akantusväxtart som beskrevs av Raymond Benoist. Staurogyne hypoleuca ingår i släktet Staurogyne och familjen akantusväxter. Inga underarter finns listade i Catalogue of Life.